# UEFA 유로 2016 예선

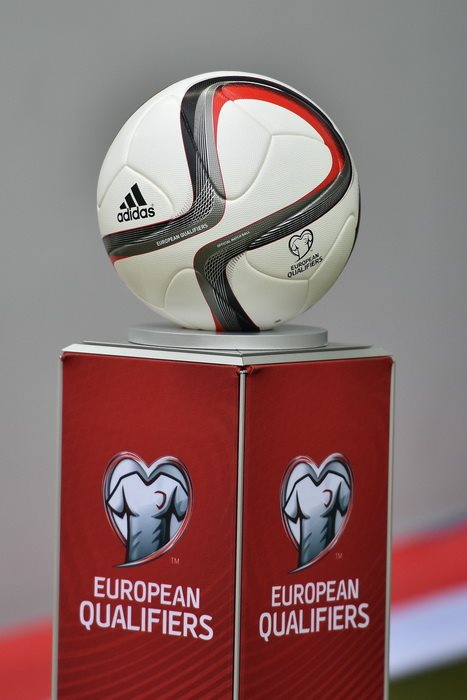
UEFA 유로 2016 예선에서 사용된 축구공

UEFA 유로 2016 예선은 UEFA 유로 2016에 출전할 개최국인 프랑스를 제외한 23개의 출전 팀을 가리는 경기이며, 2014년 9월 7일부터 2015년 11월 17일까지 진행했다.

## 예선 포맷
예선 포맷은 다음과 같다.
- 개최국 프랑스를 제외한 나머지 53개 팀이 9개 조로 나뉘어서 경기를 치른다. 9개 조 중 8개 조는 6개 팀이, 나머지 1개 조는 5개 팀이 배정된다.
- 각 조의 1위와 2위(도합 18개 팀)는 본선에 직행한다.
- 나머지 5장은 각 조 3위 팀들에게 배당한다. 이들 중 전적이 가장 좋은 1개 팀은 본선에 직행하며 나머지 8개 팀은 플레이오프를 치러서 본선 진출 팀을 결정한다.

특이사항
- 아르메니아와 아제르바이잔, 스페인과 지브롤터는 양국 간의 정치적 분쟁을 고려하여 서로 다른 조에 편성된다. 지난 대회와는 달리, 러시아와 조지아는 서로가 같은 조에 배정될 경우에도 경기를 치르기로 합의함에 따라 이 특례를 적용하지 않는다.
- 스페인과 독일, 이탈리아, 네덜란드, 잉글랜드는 TV 중계권 판매를 고려하여 6개 팀으로 구성된 조에 편성된다.
- 개최국 프랑스는 5개 팀으로 구성된 I조에 속해 있는 국가를 상대로 친선 경기를 치른다. 프랑스와의 친선 경기는 예선 일정에 포함되지 않는다.

## 참가국 및 시드 배정
UEFA 유로 2016 예선에 참가한 팀들의 시드는 2010년 FIFA 월드컵 유럽 지역 예선과 본선 경기 결과의 20%, UEFA 유로 2012 예선과 본선 경기 결과의 40%, 2014년 FIFA 월드컵 유럽 지역 예선 경기 결과의 40%를 반영한 계수를 기준으로 하여 배정되었다. 시드 배정은 2014년 1월 24일에 발표되었다.
| 1번 포트              | 1번 포트 | 1번 포트 |
| 팀                    | 계수     | 순위     |
| --------------------- | -------- | -------- |
| 스페인                | 42,158점 | 1위      |
| 독일                  | 41,366점 | 2위      |
| 네덜란드              | 38,541점 | 3위      |
| 이탈리아              | 35,343점 | 4위      |
| 잉글랜드              | 34,885점 | 5위      |
| 포르투갈              | 34,314점 | 6위      |
| 그리스                | 33,540점 | 7위      |
| 러시아                | 32,946점 | 8위      |
| 보스니아 헤르체고비나 | 31,416점 | 9위      |

| 2번 포트   | 2번 포트 | 2번 포트 |
| 팀         | 계수     | 순위     |
| ---------- | -------- | -------- |
| 우크라이나 | 31,156점 | 10위     |
| 크로아티아 | 30,652점 | 12위     |
| 스웨덴     | 30,111점 | 13위     |
| 덴마크     | 29,660점 | 14위     |
| 스위스     | 29,572점 | 15위     |
| 벨기에     | 28,732점 | 16위     |
| 체코       | 28,234점 | 17위     |
| 헝가리     | 27,802점 | 18위     |
| 아일랜드   | 26,733점 | 19위     |

| 3번 포트   | 3번 포트 | 3번 포트 |
| 팀         | 계수     | 순위     |
| ---------- | -------- | -------- |
| 세르비아   | 25,985점 | 20위     |
| 튀르키예   | 25,955점 | 21위     |
| 슬로베니아 | 25,834점 | 22위     |
| 이스라엘   | 25,442점 | 23위     |
| 노르웨이   | 25,341점 | 24위     |
| 슬로바키아 | 25,333점 | 25위     |
| 루마니아   | 25,038점 | 26위     |
| 오스트리아 | 24,572점 | 27위     |
| 폴란드     | 23,095점 | 28위     |

| 4번 포트   | 4번 포트 | 4번 포트 |
| 팀         | 계수     | 순위     |
| ---------- | -------- | -------- |
| 몬테네그로 | 22,991점 | 29위     |
| 아르메니아 | 22,861점 | 30위     |
| 스코틀랜드 | 22,234점 | 31위     |
| 핀란드     | 22,001점 | 32위     |
| 라트비아   | 20,771점 | 33위     |
| 웨일스     | 20,551점 | 34위     |
| 불가리아   | 20,391점 | 35위     |
| 에스토니아 | 19,988점 | 36위     |
| 벨라루스   | 19,646점 | 37위     |

| 5번 포트          | 5번 포트 | 5번 포트 |
| 팀                | 계수     | 순위     |
| ----------------- | -------- | -------- |
| 아이슬란드        | 19,243점 | 38위     |
| 북아일랜드        | 19,201점 | 39위     |
| 알바니아          | 19,151점 | 40위     |
| 리투아니아        | 19,026점 | 41위     |
| 몰도바            | 18,301점 | 42위     |
| 마케도니아 공화국 | 17,376점 | 43위     |
| 아제르바이잔      | 16,901점 | 44위     |
| 조지아            | 16,766점 | 45위     |
| 키프로스          | 14,235점 | 46위     |

| 6번 포트     | 6번 포트 | 6번 포트 |
| 팀           | 계수     | 순위     |
| ------------ | -------- | -------- |
| 룩셈부르크   | 14,050점 | 47위     |
| 카자흐스탄   | 13,961점 | 48위     |
| 리히텐슈타인 | 12,220점 | 49위     |
| 페로 제도    | 11,751점 | 50위     |
| 몰타         | 10,740점 | 51위     |
| 안도라       | 8,560점  | 52위     |
| 산마리노     | 7,420점  | 53위     |
| 지브롤터     | 0점      | 54위     |

## 순위 결정 방식
UEFA 유로 2016 예선에서 2개 이상의 팀의 승점이 같다면 다음 순서에 따른다.
1. 동률 팀 간의 승점
2. 동률 팀 간의 골득실
3. 동률 팀 간의 다득점
4. 동률 팀 간의 원정 다득점
5. 동률 팀 간의 승점, 골득실, 다득점, 원정 다득점이 같은 경우에는 1)에서 4)의 순서를 반복한다. 이후에도 순위가 같다면 다음 순서에 따른다.
6. 모든 조별 리그 경기에 대하여:
  1. 골득실
  2. 다득점
  3. 원정 다득점
  4. 페어 플레이 점수
7. UEFA 계수

## 조별 리그
| 범례                                                      |
| --------------------------------------------------------- |
| 본선에 직행한 조 1 ~ 2위 팀 및 승점이 가장 높은 조 3위 팀 |
| 플레이오프에 진출한 조 3위 팀                             |
| 예선에서 탈락한 조 4 ~ 5위 팀 (전적 반영)                 |
| 예선에서 탈락한 조 6위 팀 (전적 미반영)                   |

### A조
| 팀         | 경기 | 승 | 무 | 패 | 득 | 실 | 차  | 승점 |
| ---------- | ---- | -- | -- | -- | -- | -- | --- | ---- |
| 체코       | 10   | 7  | 1  | 2  | 19 | 14 | +5  | 22   |
| 아이슬란드 | 10   | 6  | 2  | 2  | 17 | 6  | +11 | 20   |
| 튀르키예   | 10   | 5  | 3  | 2  | 14 | 9  | +5  | 18   |
| 네덜란드   | 10   | 4  | 1  | 5  | 17 | 14 | +3  | 13   |
| 카자흐스탄 | 10   | 1  | 2  | 7  | 7  | 18 | -11 | 5    |
| 라트비아   | 10   | 0  | 5  | 5  | 6  | 19 | -13 | 5    |

|            | 체코 | 아이슬란드 | 튀르키예 | 네덜란드 | 카자흐스탄 | 라트비아 |
| ---------- | ---- | ---------- | -------- | -------- | ---------- | -------- |
| 체코       | –    | 2-1        | 0-2      | 2-1      | 2-1        | 1-1      |
| 아이슬란드 | 2-1  | –          | 3-0      | 2-0      | 0-0        | 2-2      |
| 튀르키예   | 1-2  | 1-0        | –        | 3-0      | 3-1        | 1-1      |
| 네덜란드   | 2-3  | 0-1        | 1-1      | –        | 3-1        | 6-0      |
| 카자흐스탄 | 2-4  | 0-3        | 0-1      | 1-2      | –          | 0-0      |
| 라트비아   | 1-2  | 0-3        | 1-1      | 0-2      | 0-1        | –        |

- 카자흐스탄과 라트비아는 승점이 같아 승자승 원칙에 따라 순위가 결정되었다. 그 결과 상대 전적 1승 1무, 합계 1-0으로 앞선 카자흐스탄이 5위, 라트비아가 6위를 기록하였다.

### B조
| 팀                    | 경기 | 승 | 무 | 패 | 득 | 실 | 차  | 승점 |
| --------------------- | ---- | -- | -- | -- | -- | -- | --- | ---- |
| 벨기에                | 10   | 7  | 2  | 1  | 24 | 5  | +19 | 23   |
| 웨일스                | 10   | 6  | 3  | 1  | 11 | 4  | +7  | 21   |
| 보스니아 헤르체고비나 | 10   | 5  | 2  | 3  | 17 | 12 | +5  | 17   |
| 이스라엘              | 10   | 4  | 1  | 5  | 16 | 12 | +4  | 13   |
| 키프로스              | 10   | 4  | 0  | 6  | 16 | 17 | -1  | 12   |
| 안도라                | 10   | 0  | 0  | 10 | 4  | 36 | -32 | 0    |

|                       | 벨기에 | 웨일스 | 보스니아 헤르체고비나 | 이스라엘 | 키프로스 | 안도라 |
| --------------------- | ------ | ------ | --------------------- | -------- | -------- | ------ |
| 벨기에                | –      | 0-0    | 3-1                   | 3-1      | 5-0      | 6-0    |
| 웨일스                | 1-0    | –      | 0-0                   | 0-0      | 2-1      | 2-0    |
| 보스니아 헤르체고비나 | 1-1    | 2-0    | –                     | 3-1      | 1-2      | 3-0    |
| 이스라엘              | 0-1    | 0-3    | 3-0                   | –        | 1-2      | 4-0    |
| 키프로스              | 0-1    | 0-1    | 2-3                   | 1-2      | –        | 5-0    |
| 안도라                | 1-4    | 1-2    | 0-3                   | 1-4      | 1-3      | –      |

### C조
| 팀                | 경기 | 승 | 무 | 패 | 득 | 실 | 차  | 승점 |
| ----------------- | ---- | -- | -- | -- | -- | -- | --- | ---- |
| 스페인            | 10   | 9  | 0  | 1  | 23 | 3  | +20 | 27   |
| 슬로바키아        | 10   | 7  | 1  | 2  | 17 | 8  | +9  | 22   |
| 우크라이나        | 10   | 6  | 1  | 3  | 14 | 4  | +10 | 19   |
| 벨라루스          | 10   | 3  | 2  | 5  | 8  | 14 | -6  | 11   |
| 룩셈부르크        | 10   | 1  | 1  | 8  | 6  | 27 | -21 | 4    |
| 마케도니아 공화국 | 10   | 1  | 1  | 8  | 6  | 18 | -12 | 4    |

|                   | 스페인 | 슬로바키아 | 우크라이나 | 벨라루스 | 룩셈부르크 | 북마케도니아 |
| ----------------- | ------ | ---------- | ---------- | -------- | ---------- | ------------ |
| 스페인            | –      | 2-0        | 1-0        | 3-0      | 4-0        | 5-1          |
| 슬로바키아        | 2-1    | –          | 0-0        | 0-1      | 3-0        | 2-1          |
| 우크라이나        | 0-1    | 0-1        | –          | 3-1      | 3-0        | 1-0          |
| 벨라루스          | 0-1    | 1-3        | 0-2        | –        | 2-0        | 0-0          |
| 룩셈부르크        | 0-4    | 2-4        | 0-3        | 1-1      | –          | 1-0          |
| 마케도니아 공화국 | 0-1    | 0-2        | 0-2        | 1-2      | 3-2        | –            |

- 룩셈부르크와 마케도니아 공화국은 승점, 상대 전적(1승 1패, 합계 3-3)이 같아 원정 다득점 원칙에 따라 순위가 결정되었다. 그 결과 룩셈부르크(마케도니아 공화국 원정 2골)가 5위, 마케도니아 공화국(룩셈부르크 원정 0골)이 6위가 되었다.

### D조
| 팀         | 경기 | 승 | 무 | 패 | 득 | 실 | 차  | 승점 |
| ---------- | ---- | -- | -- | -- | -- | -- | --- | ---- |
| 독일       | 10   | 7  | 1  | 2  | 24 | 9  | +15 | 22   |
| 폴란드     | 10   | 6  | 3  | 1  | 33 | 10 | +23 | 21   |
| 아일랜드   | 10   | 5  | 3  | 2  | 19 | 7  | +12 | 18   |
| 스코틀랜드 | 10   | 4  | 3  | 3  | 22 | 12 | +10 | 15   |
| 조지아     | 10   | 3  | 0  | 7  | 10 | 16 | -6  | 9    |
| 지브롤터   | 10   | 0  | 0  | 10 | 2  | 56 | -54 | 0    |

|            | 독일 | 폴란드 | 아일랜드 | 스코틀랜드 | 조지아 | 지브롤터 |
| ---------- | ---- | ------ | -------- | ---------- | ------ | -------- |
| 독일       | –    | 3-1    | 1-1      | 2-1        | 2-1    | 4-0      |
| 폴란드     | 2-0  | –      | 2-1      | 2-2        | 4-0    | 8-1      |
| 아일랜드   | 1-0  | 1-1    | –        | 1-1        | 1-0    | 7-0      |
| 스코틀랜드 | 2-3  | 2-2    | 1-0      | –          | 1-0    | 6-1      |
| 조지아     | 0-2  | 0-4    | 1-2      | 1-0        | –      | 4-0      |
| 지브롤터   | 0-7  | 0-7    | 0-4      | 0-6        | 0-3    | –        |

### E조
| 팀         | 경기 | 승 | 무 | 패 | 득 | 실 | 차  | 승점 |
| ---------- | ---- | -- | -- | -- | -- | -- | --- | ---- |
| 잉글랜드   | 10   | 10 | 0  | 0  | 31 | 3  | +28 | 30   |
| 스위스     | 10   | 7  | 0  | 3  | 24 | 8  | +16 | 21   |
| 슬로베니아 | 10   | 5  | 1  | 4  | 18 | 11 | +7  | 16   |
| 에스토니아 | 10   | 3  | 1  | 6  | 4  | 9  | -5  | 10   |
| 리투아니아 | 10   | 3  | 1  | 6  | 7  | 18 | -11 | 10   |
| 산마리노   | 10   | 0  | 1  | 9  | 1  | 36 | -35 | 1    |

|            | 잉글랜드 | 스위스 | 슬로베니아 | 에스토니아 | 리투아니아 | 산마리노 |
| ---------- | -------- | ------ | ---------- | ---------- | ---------- | -------- |
| 잉글랜드   | –        | 2-0    | 3-1        | 2-0        | 4-0        | 5-0      |
| 스위스     | 0-2      | –      | 3-2        | 3-0        | 4-0        | 7-0      |
| 슬로베니아 | 2-3      | 1-0    | –          | 1-0        | 1-1        | 6-0      |
| 에스토니아 | 0-1      | 0-1    | 1-0        | –          | 1-0        | 2-0      |
| 리투아니아 | 0-3      | 1-2    | 0-2        | 1-0        | –          | 2-1      |
| 산마리노   | 0-6      | 0-4    | 0-2        | 0-0        | 0-2        | –        |

- 에스토니아와 리투아니아는 승점, 상대 전적(1승 1패, 합계 1-1)에서 동률을 이루고, 원정 다득점 원칙에서도 순위를 가릴 수 없어서 골득실차로 순위가 결정되었다. 그 결과 에스토니아가 4위, 리투아니아가 5위가 되었다.

### F조
| 팀         | 경기 | 승 | 무 | 패 | 득 | 실 | 차  | 승점 |
| ---------- | ---- | -- | -- | -- | -- | -- | --- | ---- |
| 북아일랜드 | 10   | 6  | 3  | 1  | 16 | 8  | +8  | 21   |
| 루마니아   | 10   | 5  | 5  | 0  | 11 | 2  | +9  | 20   |
| 헝가리     | 10   | 4  | 4  | 2  | 11 | 9  | +2  | 16   |
| 핀란드     | 10   | 3  | 3  | 4  | 9  | 10 | -1  | 12   |
| 페로 제도  | 10   | 2  | 0  | 8  | 6  | 17 | -11 | 6    |
| 그리스     | 10   | 1  | 3  | 6  | 7  | 14 | -7  | 6    |

|            | 북아일랜드 | 루마니아 | 헝가리 | 핀란드 | 페로 제도 | 그리스 |
| ---------- | ---------- | -------- | ------ | ------ | --------- | ------ |
| 북아일랜드 | –          | 0-0      | 1-1    | 2-1    | 2-0       | 3-1    |
| 루마니아   | 2-0        | –        | 1-1    | 1-1    | 1-0       | 0-0    |
| 헝가리     | 1-2        | 0-0      | –      | 1-0    | 2-1       | 0-0    |
| 핀란드     | 1-1        | 0-2      | 0-1    | –      | 1-0       | 1-1    |
| 페로 제도  | 1-3        | 0-3      | 0-1    | 1-3    | –         | 2-1    |
| 그리스     | 0-2        | 0-1      | 4-3    | 0-1    | 0-1       | –      |

- 페로 제도와 그리스는 승점이 같아 승자승 원칙에 따라 순위가 결정되었다. 그 결과 상대 전적 2승, 합계 3-1로 앞선 페로 제도가 5위, 그리스가 6위를 기록하였다.

### G조
| 팀           | 경기 | 승 | 무 | 패 | 득 | 실 | 차  | 승점 |
| ------------ | ---- | -- | -- | -- | -- | -- | --- | ---- |
| 오스트리아   | 10   | 9  | 1  | 0  | 22 | 5  | +17 | 28   |
| 러시아       | 10   | 6  | 2  | 2  | 21 | 5  | +16 | 20   |
| 스웨덴       | 10   | 5  | 3  | 2  | 15 | 9  | +6  | 18   |
| 몬테네그로   | 10   | 3  | 2  | 5  | 10 | 13 | -3  | 11   |
| 리히텐슈타인 | 10   | 1  | 2  | 7  | 2  | 26 | -24 | 5    |
| 몰도바       | 10   | 0  | 2  | 8  | 4  | 16 | -12 | 2    |

|              | 오스트리아 | 러시아 | 스웨덴 | 몬테네그로 | 리히텐슈타인 | 몰도바 |
| ------------ | ---------- | ------ | ------ | ---------- | ------------ | ------ |
| 오스트리아   | –          | 1-0    | 1-1    | 1-0        | 3-0          | 1-0    |
| 러시아       | 0-1        | –      | 1-0    | 2-0        | 4-0          | 1-1    |
| 스웨덴       | 1-4        | 1-1    | –      | 3-1        | 2-0          | 2-0    |
| 몬테네그로   | 2-3        | 0-3*   | 1-1    | –          | 2-0          | 2-0    |
| 리히텐슈타인 | 0-5        | 0-7    | 0-2    | 0-0        | –            | 1-1    |
| 몰도바       | 1-2        | 1-2    | 0-2    | 0-2        | 0-1          | –      |

### H조
| 팀           | 경기 | 승 | 무 | 패 | 득 | 실 | 차  | 승점 |
| ------------ | ---- | -- | -- | -- | -- | -- | --- | ---- |
| 이탈리아     | 10   | 7  | 3  | 0  | 16 | 7  | +9  | 24   |
| 크로아티아   | 10   | 6  | 3  | 1  | 20 | 5  | +15 | 20*  |
| 노르웨이     | 10   | 6  | 1  | 3  | 13 | 10 | +3  | 19   |
| 불가리아     | 10   | 3  | 2  | 5  | 9  | 12 | -3  | 11   |
| 아제르바이잔 | 10   | 1  | 3  | 6  | 7  | 18 | -11 | 6    |
| 몰타         | 10   | 0  | 2  | 8  | 3  | 16 | -13 | 2    |

|              | 이탈리아 | 크로아티아 | 노르웨이 | 불가리아 | 아제르바이잔 | 몰타 |
| ------------ | -------- | ---------- | -------- | -------- | ------------ | ---- |
| 이탈리아     | –        | 1-1        | 2-1      | 1-0      | 2-1          | 1-0  |
| 크로아티아   | 1-1      | –          | 5-1      | 3-0      | 6-0          | 2-0  |
| 노르웨이     | 0-2      | 2-0        | –        | 2-1      | 0-0          | 2-0  |
| 불가리아     | 2-2      | 0-1        | 0-1      | –        | 2-0          | 1-1  |
| 아제르바이잔 | 1-3      | 0-0        | 0-1      | 1-2      | –            | 2-0  |
| 몰타         | 0-1      | 0-1        | 0-3      | 0-1      | 2-2          | –    |

- 크로아티아는 UEFA로부터 승점 1점을 감점하는 조치를 받았다. 이는 크로아티아가 스플리트에 위치한 스타디온 폴류드에서 열린 이탈리아와의 홈 경기에서 인종 차별적인 행동을 한 사실이 문제가 되었기 때문이다. UEFA는 크로아티아 축구 협회에 100,000 유로의 벌금을 부과했으며 크로아티아 대표팀의 홈 경기로 열리는 UEFA 주관 대회 2경기를 관중 없이 치르도록 명령했다. 또한 UEFA는 크로아티아가 스플리트에 위치한 스타디온 폴류드에서 UEFA 유로 2016 예선 홈 경기를 치르는 것조차 금지시켰다.

### I조
| 팀         | 경기 | 승 | 무 | 패 | 득 | 실 | 차 | 승점 |
| ---------- | ---- | -- | -- | -- | -- | -- | -- | ---- |
| 포르투갈   | 8    | 7  | 0  | 1  | 11 | 5  | +6 | 21   |
| 알바니아   | 8    | 4  | 2  | 2  | 10 | 5  | +5 | 14   |
| 덴마크     | 8    | 3  | 3  | 2  | 8  | 5  | +3 | 12   |
| 세르비아   | 8    | 2  | 1  | 5  | 8  | 13 | -5 | 4*   |
| 아르메니아 | 8    | 0  | 2  | 6  | 5  | 14 | -9 | 2    |

|            | 포르투갈 | 알바니아 | 덴마크 | 세르비아 | 아르메니아 |
| ---------- | -------- | -------- | ------ | -------- | ---------- |
| 포르투갈   | –        | 0-1      | 1-0    | 2-1      | 1-0        |
| 알바니아   | 0-1      | –        | 1-1    | 0-2      | 2-1        |
| 덴마크     | 0-1      | 0-0      | –      | 2-0      | 2-1        |
| 세르비아   | 1-2      | 0-3*     | 1-3    | –        | 2-0        |
| 아르메니아 | 2-3      | 0-3      | 0-0    | 1-1      | –          |

- 휴식팀은 개최국인 프랑스와 친선 경기를 치른다.
- 세르비아는 UEFA로부터 승점 3점을 감점하는 조치를 받았다. 이는 세르비아가 베오그라드에서 열린 알바니아와의 홈 경기에서 일어난 난투극을 막지 못한 사실이 문제가 되었기 때문이다.

### 각 조 3위 팀끼리의 순위 결정
공정성을 위해 I조를 제외한 나머지 A~H조의 3위 팀들은 각 조 최하위 팀과의 경기 결과를 제외하고 비교한다.
| 조 | 팀                    | 경기 | 승 | 무 | 패 | 득 | 실 | 차 | 승점 | 결과       | 결과 비교를 위해 전적에서 제외되는 조 6위 팀 |
| -- | --------------------- | ---- | -- | -- | -- | -- | -- | -- | ---- | ---------- | -------------------------------------------- |
| A  | 튀르키예              | 8    | 5  | 1  | 2  | 12 | 7  | +5 | 16   | 본선 진출  | 라트비아                                     |
| F  | 헝가리                | 8    | 4  | 3  | 1  | 8  | 5  | +3 | 15   | 플레이오프 | 그리스                                       |
| C  | 우크라이나            | 8    | 4  | 1  | 3  | 11 | 4  | +7 | 13   | 플레이오프 | 마케도니아 공화국                            |
| H  | 노르웨이              | 8    | 4  | 1  | 3  | 8  | 10 | -2 | 13   | 플레이오프 | 몰타                                         |
| I  | 덴마크                | 8    | 3  | 3  | 2  | 8  | 5  | +3 | 12   | 플레이오프 | 없음                                         |
| G  | 스웨덴                | 8    | 3  | 3  | 2  | 11 | 9  | +2 | 12   | 플레이오프 | 몰도바                                       |
| D  | 아일랜드              | 8    | 3  | 3  | 2  | 8  | 7  | +1 | 12   | 플레이오프 | 지브롤터                                     |
| B  | 보스니아 헤르체고비나 | 8    | 3  | 2  | 3  | 11 | 12 | -1 | 11   | 플레이오프 | 안도라                                       |
| E  | 슬로베니아            | 8    | 3  | 1  | 4  | 10 | 11 | -1 | 10   | 플레이오프 | 산마리노                                     |

각 조 3위 팀간의 순위를 매기는 기준은 다음과 같다.
1. 승점
2. 골 득실차
3. 총 득점
4. 원정 경기 득점
5. 경고와 퇴장 (단, 이는 감점 요소이기 때문에 적은 쪽이 우위를 차지한다.)
6. 추첨

그 결과 가장 높은 승점을 얻은 튀르키예가 자동으로 진출했다. 나머지 8개 팀은 플레이오프에 진출한다.

## 플레이오프
각 조에서 3위를 한 팀 중 성적이 가장 좋아서 자동으로 진출한 1팀을 제외한 나머지 8팀은 플레이오프를 거쳐서 본선에 진출한다.
| 팀 1                  | 합계 | 팀 2       | 1차전 | 2차전 |
| --------------------- | ---- | ---------- | ----- | ----- |
| 우크라이나            | 3-1  | 슬로베니아 | 2-0   | 1-1   |
| 스웨덴                | 4-3  | 덴마크     | 2-1   | 2-2   |
| 보스니아 헤르체고비나 | 1-3  | 아일랜드   | 1-1   | 0-2   |
| 노르웨이              | 1-3  | 헝가리     | 0-1   | 1-2   |

## 본선 진출
본선에 진출한 팀은 다음과 같다.
| - 프랑스 (개최국) - 잉글랜드 (E조 1위) - 체코 (A조 1위) - 아이슬란드 (A조 2위) - 오스트리아 (G조 1위) - 북아일랜드 (F조 1위) - 포르투갈 (I조 1위) - 스페인 (C조 1위) - 스위스 (E조 2위) - 이탈리아 (H조 1위) - 벨기에 (B조 1위) - 웨일스 (B조 2위) | - 루마니아 (F조 2위) - 알바니아 (I조 2위) - 독일 (D조 1위) - 폴란드 (D조 2위) - 러시아 (G조 2위) - 슬로바키아 (C조 2위) - 크로아티아 (H조 2위) - 튀르키예 (조 3위 팀 가운데 성적이 가장 높은 팀) - 헝가리 (플레이오프 승자) - 아일랜드 (플레이오프 승자) - 스웨덴 (플레이오프 승자) - 우크라이나 (플레이오프 승자) |

## 득점 선수
13 골

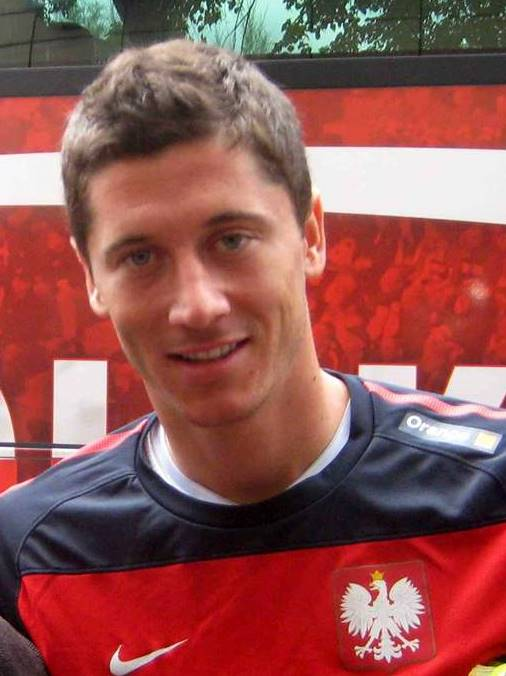
폴란드 국가대표 로베르트 레반도프스키는 유로 2016 지역예선에서 13골로 최다득점자이다.

- 로베르트 레반도프스키

9 골
- 토마스 뮐러

8 골
- 아르툠 주바
- 즐라탄 이브라히모비치

7 골
- 마르크 양코
- 에딘 제코
- 웨인 루니
- 카일 래퍼티
- 스티븐 플레처

6 골
- 대니 웰벡
- 길비 시귀르드손
- 아르카디우시 밀리크
- 밀리보예 노바코비치
- 가레스 베일

5 골
- 이반 페리시치
- 오메르 다마리
- 크리스티아누 호날두
- 로비 킨
- 숀 말로니
- 마렉 함식
- 파코 알카세르

4 골
- 데이비드 알라바
- 케빈 더 브라위너
- 마루안 펠라이니
- 에당 아자르
- 보르제크 도치칼
- 클라스 얀 훈텔라르
- 카밀 그로시츠키
- 제르단 샤치리
- 부라크 이을마즈
- 안드리 야르몰렌코

3 골
- 일데폰스 리마
- 마르코 아르나우토비치
- 마르틴 하르니크
- 디미트리 나자로프
- 디미트리스 흐리스토피
- 게오리오스 에프렘
- 네스토라스 미티디스
- 해리 케인
- 시오 월콧
- 요엘 포흐얀팔로
- 토르니케 오크리아슈빌리
- 마리오 괴체
- 막스 크루제
- 안드레 쉬얼레
- 콜베인 시그도르손
- 유리 로그비넨코
- 발레리스 샤발라
- 가레스 매콜리
- 셰인 롱
- 조너선 월터스
- 알렉세이 코코린
- 스티븐 네이스미스
- 조란 토시치
- 아담 네메츠
- 다비드 실바
- 에르칸 젱긴
- 요시프 드르미치
- 하리스 세페로비치
- 아르템 크라베츠

2 골
- 즐라트코 유누조비치
- 루빈 오코티에
- 라히드 아미르굴리예프
- 스타니슬라우 드라훈
- 미하일 고르데이추크
- 티모페이 칼라초프
- 세르게이 코르닐렌코
- 드리스 메르턴스
- 라자 나잉골란
- 베다드 이비셰비치
- 에딘 비슈차
- 일리얀 미찬스키
- 이벨린 포포프
- 마르첼로 브로조비치
- 안드레이 크라마리치
- 루카 모드리치
- 바츨라프 필라슈
- 밀란 슈코다
- 니클라스 벤트너
- 로스 바클리
- 라힘 스털링
- 잭 윌셔
- 세르게이 제뇨브
- 요안 시문 에드문드손
- 리쿠 리스키
- 자바 칸카바
- 발레리 카자이슈빌리
- 마테 바차제
- 일카이 귄도안
- 뵈데 다니엘
- 네메트 크리스티안
- 비르키르 비아르드나손
- 아론 귄나르손
- 탈 벤 하임 2세
- 니르 비톤
- 토마르 헤메드
- 에란 자하비
- 안토니오 칸드레바
- 조르조 키엘리니
- 에데르
- 그라치아노 펠레
- 표도르 체르니흐
- 아르비다스 노비코바스
- 라르스 크로그 게르손
- 알렉산다르 트라이코프스키
- 파토스 베치라이
- 스테반 요베티치
- 미르코 부치니치
- 아르연 로번
- 로빈 판 페르시
- 헤오르히니오 바이날둠
- 스티븐 데이비스
- 조슈아 킹
- 알렉산데르 테테위
- 그제고슈 크리호비악
- 세바스티안 밀라
- 주앙 무티뉴
- 제임스 매클레인
- 에이든 맥기디
- 콘스탄틴 부데스쿠
- 파울 팝
- 보그단 스탄쿠
- 아뎀 랴이치
- 유라이 쿠츠카
- 로베르트 마크
- 보슈찬 체사르
- 네이츠 페치닉
- 세르지오 부스케츠
- 산티 카소를라
- 페드로
- 마르쿠스 베리
- 파비안 셰어
- 셀추크 이난
- 아르다 투란
- 예우헨 코노플랸카
- 세르히 시도르추크

1 골
- 베킴 발라이
- 베라트 짐시티
- 슈컬젠 가시
- 에르미르 레냐니
- 머르김 마브라이
- 아르만도 사디쿠
- 로베르트 아르주마냔
- 헨리크 미키타리안
- 흐라이르 므코얀
- 마르쿠스 피젤리
- 마르첼 자비처
- 자비드 후세이노프
- 미시 바추아이
- 크리스티앙 벤테케
- 나세르 샤들리
- 로랑 드푸아트르
- 디보크 오리기
- 에르민 비착치치
- 밀란 주리치
- 세나드 룰리치
- 니콜라이 보두로프
- 안드레이 갈라비노프
- 벤치슬라프 흐리스토프
- 니콜라 칼리니치
- 마리오 만주키치
- 이비차 올리치
- 다니옐 프라니치
- 이반 라키티치
- 고르돈 실덴펠트
- 제이슨 데메트리우
- 도사 주니오르
- 빈센트 라반
- 콘스탄티노스 마크리디스
- 요르고스 메르키스
- 블라디미르 다리다
- 파벨 카데르자베크
- 라디슬라프 크레이치
- 다비트 라파타
- 다비트 림베르스키
- 토마시 네치드
- 토마시 시보크
- 피에르에밀 호이비에르
- 토마스 칼렌베르
- 시몬 키에르
- 야코브 포울센
- 유수프 포울센
- 라세 비베
- 필 자기엘카
- 앨릭스 옥슬레이드체임벌린
- 앤드로스 타운센드
- 아츠 푸리에
- 콘스탄틴 바실리예브
- 할루르 한손
- 크리스티안 홀스트
- 로알두르 야콥센
- 브란두르 올센
- 파울루스 아라유리
- 로만 에레멩코
- 야르코 후르메
- 베라트 사딕
- 니콜로즈 겔라슈빌리
- 카림 벨라라비
- 토니 크로스
- 마르코 로이스
- 리 캐시아로
- 제이크 고슬링
- 흐리스토스 아라비디스
- 니콜라오스 카렐리스
- 파나요티스 코네
- 콘스탄티노스 미트로글루
- 소크라티스 파파스타토풀로스
- 코스타스 스타필리디스
- 파나요티스 타흐치디스
- 주자크 벌라주
- 게러 졸탄
- 구즈미치 리하르트
- 로브렌치치 게르괴
- 프리슈킨 터마시
- 슈티에베르 졸탄
- 설러이 아담
- 욘 다디 뵈드바르손
- 루리크 기슬라손
- 에이뒤르 그뷔드요흔센
- 라그나르 시귀르드손
- 모아네스 다부르
- 길 베르무트
- 레오나르도 보누치
- 마테오 다르미안
- 다니엘레 데 로시
- 스테판 엘 샤라위
- 에데르
- 시모네 자자
- 알렉산드르스 차우냐
- 알렉세이스 비슈냐코우스
- 아르투르스 주진스
- 프란츠 부르크마이어
- 산드로 비저
- 데이비다스 마툴레비추스
- 사울류스 미콜류나스
- 루카스 스팔비스
- 스테파노 벤시
- 마리오 무치
- 세바스티앙 틸
- 다비드 튀르펠
- 리나트 압둘린
- 이슬람베크 쿠아트
- 사마트 스마코프
- 베사르트 압두라히미
- 아리얀 아데미
- 아김 이브라이미
- 아디스 야호비치
- 앨프리드 에피옹
- 클레이튼 파일라
- 마이클 미프수드
- 게오르게 보기우
- 에우제니우 체보타루
- 알렉산드루 데도프
- 알렉산드루 에푸레아누
- 데얀 다먀노비치
- 스테판 사비치
- 쟈르코 토마셰비치
- 이브라힘 아펠라이
- 제프리 브뤼마
- 스테판 더 프레이
- 뤼시아노 나르싱
- 웨슬리 스네이다르
- 크레이그 캐스카트
- 조시 매지니스
- 나이얼 맥긴
- 제이미 워드
- 요 잉에 베르겟
- 마츠 묄러 댈리
- 타리크 엘유누시
- 베가르 포렌
- 호바르 닐센
- 호바르 노르트베이트
- 알렉산데르 쇠데를룬
- 야쿠프 브와슈치코프스키
- 카밀 글리크
- 바르토시 카푸스트카
- 크리슈토프 몽친스키
- 스와보미르 페슈코
- 우카슈 슈카와
- 히카르두 카르발류
- 파비우 코엔트랑
- 나니
- 미겔 벨로주
- 카이러스 크리스티
- 웨스 훌러핸
- 존 오시어
- 오비디우 호반
- 클라우디우 케셰뤼
- 치프리안 마리카
- 알렉산드루 막심
- 라울 루세스쿠
- 알란 자고예프
- 세르게이 이그나셰비치
- 드미트리 콤바로프
- 올레크 쿠지민
- 표도르 스몰로프
- 마테오 비타이올리
- 이케치 앤야
- 크리스 마틴
- 제임스 매카서
- 맷 리치
- 네마냐 마티치
- 알렉산다르 콜라로프
- 페테르 페카릭
- 코르넬 살라타
- 스타니슬라우 셰스타크
- 미로슬라우 스토흐
- 블라디미르 바이스
- 로베르트 베리치
- 발테르 비르사
- 브란코 일리치
- 요심 일리치치
- 케빈 캄플
- 데얀 라자레비치
- 안드라쥬 스트루나
- 조르디 알바
- 주안 베르나트
- 디에고 코스타
- 이스코
- 안드레스 이니에스타
- 알바로 모라타
- 세르히오 라모스
- 지미 드루마즈
- 올라 토이보넨
- 에렌 데르디욕
- 요한 주루
- 블레림 제마일리
- 브렐 엠볼로
- 괵한 인레르
- 파이팀 카사미
- 미하엘 랑
- 아드미르 메흐메디
- 발렌틴 슈토커
- 그라니트 쟈카
- 세르다르 아지즈
- 우무트 불루트
- 하칸 찰하노을루
- 빌랄 크사
- 오우잔 외지아쿠프
- 데니스 하르마시
- 예우헨 셀레즈뇨프
- 데이비드 코터릴
- 에런 램지
- 핼 롭슨카누

1 자책골
- 머르김 마브라이 (아르메니아전 자책골)
- 레본 하이라페티얀 (세르비아전 자책골)
- 카모 호브한니시얀 (알바니아전 자책골)
- 래샤트 사드고프 (크로아티아전 자책골)
- 알렉산드르 마르티노비치 (우크라이나전 자책골)
- 니콜라이 보두로프 (크로아티아전 자책골)
- 요르단 미네프 (이탈리아전 자책골)
- 베드란 초를루카 (노르웨이전 자책골)
- 도사 주니오르 (안도라전 자책골)
- 조던 헨더슨 (슬로베니아전 자책골)
- 라그나르 클라반 (스위스전 자책골)
- 아카키 후부티아 (스코틀랜드전 자책골)
- 마츠 훔멜스 (스코틀랜드전 자책골)
- 조던 페레즈 (아일랜드전 자책골)
- 요간 산토스 (독일전 자책골)
- 욘 다디 뵈드바르손 (체코전 자책골)
- 조르지오 키엘리니 (아제르바이잔전 자책골)
- 마르틴 뷔헬 (러시아전 자책골)
- 프란츠 부르크마이어 (러시아전 자책골)
- 토메 파초프스키 (스페인전 자책골)
- 페트루 라쿠 (몬테네그로전 자책골)
- 존 오셰이 (스코틀랜드전 자책골)
- 크리스티안 브롤리 (잉글랜드전 자책골)
- 알레산드로 델라 발레 (잉글랜드전 자책골)

2 자책골
- 기에드류스 아를라우스키스 (스위스전, 잉글랜드전 자책골)

## 기록

### 팀 득점 기록
| 33골 - 폴란드 31골 - 잉글랜드 24골 - 벨기에 - 독일 - 스위스 23골 - 스페인 22골 - 아일랜드 - 스코틀랜드 - 오스트리아 21골 - 러시아 20골 - 크로아티아 19골 - 체코 - 슬로베니아 - 스웨덴 18골 - 보스니아 헤르체고비나 17골 - 아이슬란드 - 네덜란드 - 슬로바키아 - 우크라이나 | 16골 - 키프로스 - 북아일랜드 - 이탈리아 - 이스라엘 14골 - 튀르키예 - 헝가리 - 노르웨이 11골 - 웨일스 - 루마니아 - 포르투갈 - 덴마크 10골 - 조지아 - 몬테네그로 - 알바니아 9골 - 핀란드 - 불가리아 8골 - 벨라루스 - 세르비아 7골 - 카자흐스탄 - 리투아니아 - 그리스 - 아제르바이잔 | 6골 - 라트비아 - 룩셈부르크 - 마케도니아 공화국 - 페로 제도 5골 - 아르메니아 4골 - 안도라 - 에스토니아 - 몰도바 3골 - 몰타 2골 - 지브롤터 - 리히텐슈타인 1골 - 산마리노 |

### 팀 실점 기록
| 56실점 - 지브롤터 36실점 - 안도라 - 산마리노 27실점 - 룩셈부르크 26실점 - 리히텐슈타인 19실점 - 라트비아 18실점 - 카자흐스탄 - 마케도니아 공화국 - 리투아니아 - 아제르바이잔 17실점 - 키프로스 - 페로 제도 16실점 - 조지아 - 몰도바 - 몰타 15실점 - 보스니아 헤르체고비나 | 14실점 - 체코 - 네덜란드 - 벨라루스 - 슬로베니아 - 그리스 - 아르메니아 13실점 - 몬테네그로 - 노르웨이 - 세르비아 12실점 - 이스라엘 - 스코틀랜드 - 스웨덴 - 불가리아 10실점 - 폴란드 - 헝가리 - 핀란드 9실점 - 튀르키예 - 독일 - 에스토니아 - 덴마크 | 8실점 - 슬로바키아 - 아일랜드 - 스위스 - 북아일랜드 7실점 - 이탈리아 6실점 - 아이슬란드 5실점 - 벨기에 - 우크라이나 - 오스트리아 - 러시아 - 크로아티아 - 포르투갈 - 알바니아 4실점 - 웨일스 3실점 - 스페인 - 잉글랜드 2실점 - 루마니아 |